# Forêt de Ternes
La forêt de Ternes est une forêt domaniale de 1 172 hectares située au nord de la ville de Charmes, dans le département des Vosges.

## Description
La forêt est une forêt de plaine, son altitude varie entre 290 m (20 m au-dessus de la Moselle) et 350 m.
L'essence principale est le chêne et le hêtre. Parmi les essences secondaires, le charme domine nettement, qui a donné son nom à la commune.